# Sciophila insueta
Sciophila insueta är en tvåvingeart som beskrevs av Zaitzev 1982. Sciophila insueta ingår i släktet Sciophila och familjen svampmyggor.
Artens utbredningsområde är Kalifornien. Inga underarter finns listade i Catalogue of Life.